# ان‌جی‌سی ۶۰۴
ان‌جی‌سی ۶۰۴ یک سحابی نشری است در صورت فلکی سه‌سو که توسط ویلیام هرشل در ۱۱ سپتامبر ۱۷۸۴ کشف شد. و یکی از بزرگترین سحابی‌های گروه محلی است و از هیدروژن یونیده تشکیل شده‌است.